# زینتوما
زینتوما( به انگلیسی ZINTOMA )

## اشکال دارویی
کپسول ۳۵۰ میلی گرمی

## موارد مصرف
این فرآورده در پیشگیری از بیماری حرکت ( motion sickness) و تهوع دوران بارداری خانمها مصرف می‌شود .

## اجزاء فرآورده
زینتوما حاوی ۲۵۰ میلی گرم پودر ریشه زنجبیل Zingiber officinale می‌باشد .

## مواد موثره
روغن‌های فرار نظیر زینجبیرن و بتا بیزا بولن، اولئورزین‌هایی نظیر همولوگهای جینجیرول و شوگال .

## نحوهٔ اثر
مکانیسم اثر زنجبیل درپیشگیری از بیماری حرکت مشخص نیست به نظر می‌رسد که با تاثیر موضعی بر مجاری گوارشی اثر خود را اعمال می‌کند

## تداخل دارویی
از آنجا که گزارش شده‌است زنجبیل دارای اثرات محرک قلب و ضد فعالیت پلاکتی و پایین آرونده قند خون می‌باشد . لذا مصرف مقادیر زیاد این فرآورده ممکن است با درمانهای قلبی، پایین آورنده قند خون و ضد انعقاد تداخل نماید .

## مقدارمصرف
در بزرگسالان و کودکان بالای ۶ سال : ۲ کپسول نیمساعت قبل از شروع مسافرت و سپس هر ۴ ساعت یکبار ۲ کپسول مصرف شوذ .

## منبع
https://web.archive.org/web/20100305141022/http://www.irteb.com/herbal/ZINTOMA.htm